# Majid Rashid
Majid Rashid Sultan Alkhabeel Al Mehrzi, noto semplicemente come Majid Rashid (in arabo ماجد راشد‎?; Fujaira, 16 maggio 2000), è un calciatore emiratino, centrocampista del Sharjah.

## Carriera

### Club
Majid cresce come calciatore nelle giovanili dell'Ittihad Kalba; il 29 novembre 2016 fa il suo debutto da professionista nella UAE Arabian Gulf League con la maglia dell'Ittihad Kalba nella sconfitta per 5-1 contro l'Al-Nasr.
Nell'estate del 2021 dopo cinque stagioni all'Ittihad Kalba, in cui colleziona 99 presenze e 3 goal, si trasferisce allo Sharjah; con la nuova squadra Majid debutta nella AFC Champions League giocando l'ottavo di finale dell'edizione 2021 nel derby emiratino contro l'Al-Wahda. Nell'AFC Champions League 2022, Majid colleziona altre sette presenze realizzando anche un goal nel 2-2 contro i sauditi dell'Al-Hilal.

### Nazionale
Dopo aver giocato nella selezione under-17, under-20 ed under-23 degli Emirati Arabi, nel 2021 viene inserito nella lista dei convocati della nazionale maggiore per la Coppa araba FIFA 2021, anche se non scenderà in campo in nessuna della quattro partite giocate.
Nel gennaio 2024 rientra nella lista dei convocati per la Coppa D'Asia 2023, scendendo in campo in 3 delle 4 partite giocate dalla nazionale emiratina

## Statistiche

### Presenze e reti nei club
Statistiche aggiornate al 21 luglio 2024.
| Stagione             | Squadra              | Campionato           | Campionato | Campionato | Coppe nazionali | Coppe nazionali | Coppe nazionali | Coppe continentali | Coppe continentali | Coppe continentali | Altre coppe | Altre coppe | Altre coppe | Totale | Totale |
| Stagione             | Squadra              | Comp                 | Pres       | Reti       | Comp            | Pres            | Reti            | Comp               | Pres               | Reti               | Comp        | Pres        | Reti        | Pres   | Reti   |
| -------------------- | -------------------- | -------------------- | ---------- | ---------- | --------------- | --------------- | --------------- | ------------------ | ------------------ | ------------------ | ----------- | ----------- | ----------- | ------ | ------ |
| 2015-2016            | Ittihad Kalba        | D1                   | 5          | 0          | CEAU            | 0               | 0               | -                  | -                  | -                  | -           | -           | -           | 5      | 0      |
| 2016-2017            | Ittihad Kalba        | PL                   | 14         | 1          | CEAU+CdL        | 1+1             | 0+0             | -                  | -                  | -                  | -           | -           | -           | 16     | 1      |
| 2017-2018            | Ittihad Kalba        | D1                   | 20         | 1          | CEAU            | 4               | 0               | -                  | -                  | -                  | -           | -           | -           | 24     | 1      |
| 2018-2019            | Ittihad Kalba        | PL                   | 17         | 0          | CEAU+CdL        | 1+0             | 0+0             | -                  | -                  | -                  | -           | -           | -           | 18     | 0      |
| 2019-2020            | Ittihad Kalba        | PL                   | 19         | 0          | CEAU+CdL        | 1+3             | 0+1             | -                  | -                  | -                  | -           | -           | -           | 23     | 1      |
| 2020-2021            | Ittihad Kalba        | PL                   | 24         | 1          | CEAU+CdL        | 1+6             | 0+0             | -                  | -                  | -                  | -           | -           | -           | 31     | 1      |
| Totale Ittihad Kalba | Totale Ittihad Kalba | Totale Ittihad Kalba | 99         | 3          |                 | 18              | 1               |                    | -                  | -                  |             | -           | -           | 117    | 4      |
| 2021-2022            | Sharjah              | PL                   | 23         | 0          | CEAU+CdL        | 2+1             | 0+0             | ACL+ACL            | 1+7                | 0+1                | -           | -           | -           | 34     | 1      |
| 2022-2023            | Sharjah              | PL                   | 23         | 0          | CEAU+CdL        | 4+4             | 0+0             | -                  | -                  | -                  | SCE         | 1           | 0           | 32     | 0      |
| 2023-2024            | Sharjah              | PL                   | 24         | 1          | CEAU+CdL        | 2+1             | 0+0             | ACL                | 8                  | 0                  | SCE         | 1           | 0           | 36     | 1      |
| Totale Sharjah       | Totale Sharjah       | Totale Sharjah       | 70         | 1          |                 | 14              | 0               |                    | 16                 | 1                  |             | 2           | 0           | 102    | 2      |
| Totale carriera      | Totale carriera      | Totale carriera      | 169        | 4          |                 | 32              | 1               |                    | 16                 | 1                  |             | 2           | 0           | 222    | 6      |

### Cronologia presenze e reti in nazionale
| Cronologia completa delle presenze e delle reti in nazionale ― Emirati Arabi Uniti | Cronologia completa delle presenze e delle reti in nazionale ― Emirati Arabi Uniti | Cronologia completa delle presenze e delle reti in nazionale ― Emirati Arabi Uniti | Cronologia completa delle presenze e delle reti in nazionale ― Emirati Arabi Uniti | Cronologia completa delle presenze e delle reti in nazionale ― Emirati Arabi Uniti | Cronologia completa delle presenze e delle reti in nazionale ― Emirati Arabi Uniti | Cronologia completa delle presenze e delle reti in nazionale ― Emirati Arabi Uniti | Cronologia completa delle presenze e delle reti in nazionale ― Emirati Arabi Uniti |
| Data                                                                               | Città                                                                              | In casa                                                                            | Risultato                                                                          | Ospiti                                                                             | Competizione                                                                       | Reti                                                                               | Note                                                                               |
| ---------------------------------------------------------------------------------- | ---------------------------------------------------------------------------------- | ---------------------------------------------------------------------------------- | ---------------------------------------------------------------------------------- | ---------------------------------------------------------------------------------- | ---------------------------------------------------------------------------------- | ---------------------------------------------------------------------------------- | ---------------------------------------------------------------------------------- |
| 12-9-2023                                                                          | Zagabria                                                                           | Costa Rica                                                                         | 1 – 4                                                                              | Emirati Arabi Uniti                                                                | Amichevole                                                                         | -                                                                                  | 79’                                                                                |
| Totale                                                                             |                                                                                    | Presenze                                                                           | 1                                                                                  |                                                                                    | Reti                                                                               | 0                                                                                  |                                                                                    |

## Palmarès

### Club

#### Competizioni nazionali
- Coppa del Presidente degli Emirati Arabi Uniti: 2

Sharjah: 2021-2022, 2022-2023
- UAE Arabian Gulf Cup: 1

Sharjah: 2022-2023
- Supercoppa degli Emirati Arabi Uniti: 1

Sharjah: 2022

#### Competizioni internazionali
- AFC Champions League Two: 1

Sharjah: 2024-2025